# ICD-10
ICD-10 (International Statistical Classification of Diseases and Related Health Problems – Tenth Revision) är den tionde revisionen av ICD, en allmänt accepterad standard för klassificering av sjukdomar, utgiven av Världshälsoorganisationen (WHO). ICD-10 färdigställdes 1992.
Socialstyrelsen ansvarar för den svenska versionen och översättningen av ICD-10 som då kallas ICD-10-SE (tidigare KSH97 (Klassifikation av sjukdomar och hälsoproblem 1997)) och som uppdateras årligen. ICD-10-SE används för att bl.a. koda de diagnoser som ställs inom svensk hälso- och sjukvård för rapportering till Socialstyrelsens patientregister och medicinska födelseregister.
Senaste versionen av ICD-10 finns att tillgå genom WHO:s webbplats: https://icd.who.int/browse10/
Senaste svenska versionen av ICD-10-SE finns att tillgå på Socialstyrelsens webbplats både som pdf och via söktjänsten för klassificeringar: https://www.socialstyrelsen.se/statistik-och-data/klassifikationer-och-koder/icd-10/

## Lista över koder i ICD-10
| Kapitel | Kodavsnitt | Titel                                                                                                  |
| ------- | ---------- | --- |
| I       | A00-B99    | Vissa infektionssjukdomar och parasitsjukdomar                                                         |
| II      | C00-D48    | Tumörer (neoplasmata) (varav C00-C97 gäller maligna tumörer)                                           |
| III     | D50-D89    | Sjukdomar i blod och blodbildande organ samt vissa rubbningar i immunsystemet                          |
| IV      | E00-E90    | Endokrina sjukdomar, nutritionsrubbningar och ämnesomsättningssjukdomar                                |
| V       | F00-F99    | Psykiska sjukdomar och syndrom samt beteendestörningar                                                 |
| VI      | G00-G99    | Sjukdomar i nervsystemet                                                                               |
| VII     | H00-H59    | Sjukdomar i ögat och närliggande organ                                                                 |
| VIII    | H60-H95    | Sjukdomar i örat och mastoidutskottet                                                                  |
| IX      | I00-I99    | Cirkulationsorganens sjukdomar                                                                         |
| X       | J00-J99    | Andningsorganens sjukdomar                                                                             |
| XI      | K00-K93    | Matsmältningsorganens sjukdomar                                                                        |
| XII     | L00-L99    | Hudens och underhudens sjukdomar                                                                       |
| XIII    | M00-M99    | Sjukdomar i muskuloskeletala systemet och bindväven                                                    |
| XIV     | N00-N99    | Sjukdomar i urin- och könsorganen                                                                      |
| XV      | O00-O99    | Graviditet, förlossning och barnsängstid                                                               |
| XVI     | P00-P96    | Vissa perinatala tillstånd                                                                             |
| XVII    | Q00-Q99    | Medfödda missbildningar, deformiteter och kromosomavvikelser                                           |
| XVIII   | R00-R99    | Symtom, sjukdomstecken och onormala kliniska fynd och laboratoriefynd som ej klassificeras annorstädes |
| XIX     | S00-T98    | Skador, förgiftningar och vissa andra följder av yttre orsaker                                         |
| XX      | V01-Y98    | Yttre orsaker till sjukdom och död                                                                     |
| XXI     | Z00-Z99    | Faktorer av betydelse för hälsotillståndet och för kontakter med hälso- och sjukvården                 |
| XXII    | U00-U99    | Koder för särskilda ändamål                                                                            |

## Se vidare
- ICD (om bland annat ICD-11).